# Peter Millar
Peter Millar (Motherwell, 21 april, 1951 – 16 juni 2013) was een Schots voetballer die als Verdediger speelde.
Millar speelde 179 wedstrijden voor Motherwell van 1972 en 1979, hij speelde ook voor Arbroath, Dunfermline Athletic, Dundee, Phoenix Inferno en Cleveland Force.

## Erelijst met Dundee FC
- Scottish First Division (1×)

1978-79